# Perambalur (distrikt)
Perambalur är ett distrikt i Indien.   Det ligger i delstaten Tamil Nadu, i den södra delen av landet, 1 900 km söder om huvudstaden New Delhi. Antalet invånare är 565 223.
Följande samhällen finns i Perambalur:
- Perambalur
- Arumbāvūr